# Эшколь (электростанция)
Эшколь — электростанция в Израиле, расположенная в северной промышленной зоне Ашдода возле устья реки Лахиш, недалеко от порта Ашдод. Электростанция находится недалеко от моря, так как её система охлаждения использует морскую воду.
Как и другие значительные электростанции в Израиле, Эшколь принадлежит Израильской электрической компании. Это четвертая по величине электростанция в Израиле с точки зрения производственных возможностей обеспечивает 7,3 процентов производства электроэнергии в стране.
Электростанция была названа в честь Леви Эшколя, бывшего премьер-министра Израиля.

## История
В 1953 году, после решения израильского правительства, геодезисты и проектировщики прибыли в пустыню выбрать площадку, чтобы построить новую электростанцию на юге страны. Её строители жили в региональных поселениях Реховот и Гедера.
Здание электростанции Эшколь было завершено в 1958 году с производственной мощностью 150 МВт. В то же время, были созданы сети высоковольтных линий от станции к соседним городам, а затем в Негеве, в результате чего мощность была востребована и на юге страны. С увеличением спроса на электроэнергию в стране, был завершен в 1963 году блок Б станции Эшколь. Производственная мощность нового блока станции была также 150 МВт. Таким образом к 1963 году произошло удвоение количества электроэнергии, производимой в Ашдоде, установленная мощность станции была на уровне 300 МВт. Третий блок был завершен в 1975 году, включал в себя две гораздо более крупные турбины, с мощностью 228 МВт каждая. Блок Д был последним из вводов на станции и его строительство было завершено в 1977 году. Блок Д тоже имеет две генерирующих единицы по 228 МВт.
Переход к выработке электроэнергии с использованием природного газа станцией в Ашдоде произошло в феврале 2004 года, что положило начало стратегической инициативе перехода Израиля в секторе электроэнергетики к новой эре — эре энергетического использования природного газа. К концу 2003 года было модернизировано всё основное оборудование станции для осуществления выработки электроэнергии из природного газа. Общая производственная мощность этих блоков достигла 900 МВт к 2004 году. Проект преобразования являлся очень сложным и требовал вложения человеческих и финансовых ресурсов. Стоимость проекта модернизации составила около 60 млн долл. США.
В 2005 году технология комбинированного цикла добавила 141 МВт к существующим производственным мощностям, что означает дополнительные производственные мощности без использования дополнительного топлива и без выброса дополнительных загрязняющих веществ.
В 2010 году была введена в эксплуатацию новая газотурбинная установка с производительностью 260 МВт. Всего производственные мощности на территории станции — 1699 МВт.

## Технические характеристики
Мощность: около 1699 МВт. Потребление природного газа — 213 тонн в час, дизельного топлива — 36 тонн в час (при полной мощности). Расход охлаждающей воды — 156 тыс. тонн в час.